# Salman Alsaffar
Salman Alsaffar, né le 26 janvier 1989, est un coureur cycliste koweïtien.

## Palmarès et résultats

### Palmarès par année
- 2015
  -  Champion du Koweït sur route
  - 2e du championnat du Koweït du contre-la-montre
- 2018
  - 3e du championnat du Koweït du contre-la-montre

### Classements mondiaux
| Année                                 | 2015 | 2016 | 2017 | 2018  |
| ------------------------------------- | ---- | ---- | ---- | ----- |
| Classement mondial                    |      | nc   | nc   | 1961e |
| UCI Asia Tour                         | 71e  | nc   | nc   | 364e  |
|                                       |      |      |      |       |
| Légende : nc = non classéSource : UCI |      |      |      |       |